# Premio Meridiano de Oro

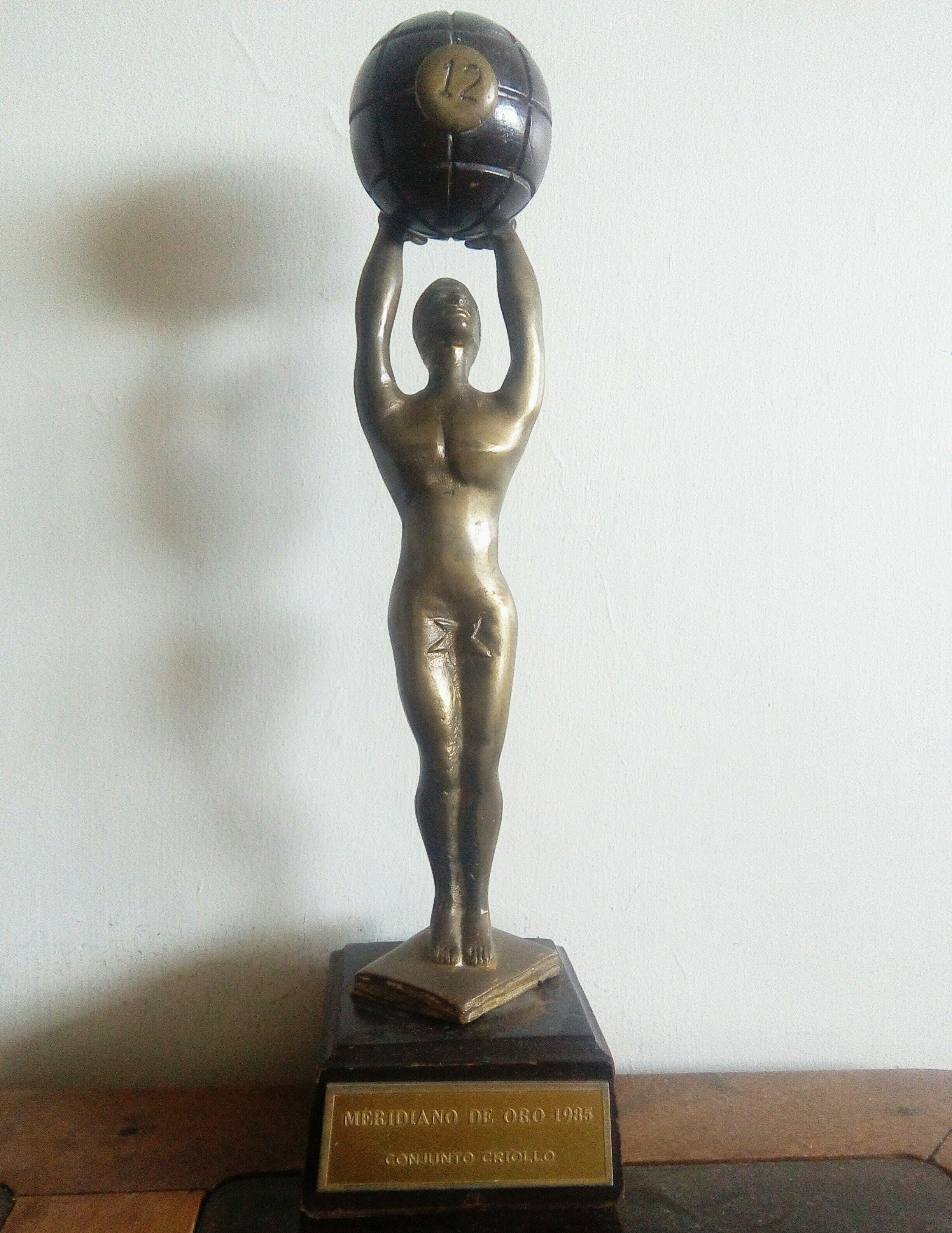
Estatuilla del Meridiano de Oro (1973-1995)

El Premio Meridiano de Oro fue un premio concedido por el Bloque Dearmas en reconocimiento a la excelencia de los profesionales en el Mundo del Espéctáculo, incluyendo periodistas, locutores, actores, grupos de teatro y canales de televisión; era ampliamente considerado el máximo honor de su estilo en el país.
El acto formal, en el cual los premios eran presentados, era una de las ceremonias más prominentes y prestigiosas de Venezuela, y era transmitida en vivo anualmente. También la ceremonia de premiación con más duración y alcance en los medios de comunicación, y sus equivalentes: el Ronda (en la música), el Mara de Oro (en diversos medios), entre otros más, han seguido el modelo de este.
El Meridiano de Oro fue creado por el Bloque Dearmas como un premio «en mérito al logro obtenido» en la industria del espéctáculo otorgado a través de la votación popular, la cual se hacía mediante cupones que circulaban en las páginas de los periódicos Meridiano y 2001.

## Historia
La primera ceremonia fue presentada el lunes 17 de septiembre de 1973 
Fueron entregadas las estatuillas premiando por aclamación a los artistas, periodistas y otras personalidades de la industria del espéctáculo por sus trabajos, realizados entre 1973 y 1995.
Los nominados eran anunciados con días de anterioridad a la ceremonia.
La ceremonia de 1992 estaba pautada para celebrarse el sábado 27 de noviembre de ese año, mas debido a los sucesos acaecidos en esa fecha hubo que posponerla, por lo tanto se transmitió el martes 12 de enero de 1993 y luego la correspondiente a ese año se realizó el 27 de noviembre de ese mismo año. 
En la ceremonia de 1995, la categoría de mejor actor extranjero fue introducida. Hasta entonces, dichos actores eran galardonados con un premio especial.

### Votantes
Las boletas de votación formaban parte de las páginas impresas de las ediciones de los periódicos Meridiano y 2001, por lo que los votantes eran los mismos lectores o simplemente las personas que recortaban y llenaban el cupón; cada boleta tenía la identificación del votante con la finalidad de participar en un sorteo de premios, el cual consistía en colocar las papeletas en un bombo y efectuar un sorteo al estilo de las loterías. Estos premios por votación popular del público venezolano tuvieron a un Sandro como el artista extranjero más popular ganándose los premios entre 1973 a 1975 y en 1978, muchos políticos habrían deseado tener su popularidad y así ganarse un proceso de elecciones.

### Animación
La ceremonia contó con varios animadores a lo largo de su trayectoria, entre ellos destacan Carmen Victoria Pérez, Amador Bendayán, Gilberto Correa, Guillermo "Fantástico" González, Judith Castillo, Pepe Delgado Rivero; Maite Delgado, entre otros.

## Estatuilla

### Diseño
Enchapada en oro sobre una base de madera, con aproximadamente 30 centímetros de altura y 2,5 kilogramos de peso, muestra a una persona desnuda, al estilo art déco, el cual mantiene los brazos en alto sosteniendo un globo terráqueo dividido en meridianos y paralelos, con un círculo blanco en el centro indicando el número 12 (el isotipo del diario Meridiano).

### Nombre
Meridiano de Oro, en alusión al principal periódico promovido por el Bloque Dearmas.

## Nominaciones
Desde 2010, los nominados al Meridiano de Oro son solamente pertenecientes al ámbito deportivo, pasando a llamarse Atleta Meridiano de Oro. Antes de eso, eran de diversos ámbitos de la Farándula.

### Transmisión
La mayoría de las ceremonias fueron transmitidas en vivo, por Venevisión y en las últimas dos entregas por RCTV.
Debido a muchos factores, tales como la insuficiente elegibilidad y secuelas de la crisis bancaria de 1994, este galardón se entregó por última vez en 1995 (transmitido por RCTV y obteniendo casi la totalidad de los premios).

### Premios especiales
Existieron premios especiales, votados por comités especiales: Meridiano de Platino. Dos de los ganadores de este galardón extraordinario fueron Simón Díaz y Marco Antonio Lacavalerie ("Musiú").